# 린다 산체스
린다 테리사 산체스(영어: Linda Terea Sánchez , 1969년 1월 28일 ~ )는 미국 민주당 소속의 정치인이다. 캘리포니아주에서 멕시코계 이민자 부모에게서 출생했다.
산체스 의원은 2015년 4월, 일본 정부가 일본군 위안부 강제동원 사실을 인정할 것을 촉구하는 연판장에 서명한 의원 중 한 명이다.
같은 당의 하원 의원을 지냈던 로레타 산체스와 자매 관계이다.

## 역대 선거 결과
| 선거명      | 직책명                           | 대수  | 정당   | 득표율 | 득표수    | 결과 | 당락                       |
| ----------- | -------------------------------- | ----- | ------ | ------ | --------- | ---- | -------------------------- |
| 2002년 선거 | 하원의원 (캘리포니아 제39선거구) | 108대 | 민주당 | 54.81% | 52,256표  | 1위  | 캘리포니아주 하원의원 당선 |
| 2004년 선거 | 하원의원 (캘리포니아 제39선거구) | 109대 | 민주당 | 60.70% | 100,132표 | 1위  | 캘리포니아주 하원의원 당선 |
| 2006년 선거 | 하원의원 (캘리포니아 제39선거구) | 110대 | 민주당 | 65.87% | 72,149표  | 1위  | 캘리포니아주 하원의원 당선 |
| 2008년 선거 | 하원의원 (캘리포니아 제39선거구) | 111대 | 민주당 | 69.67% | 125,289표 | 1위  | 캘리포니아주 하원의원 당선 |
| 2010년 선거 | 하원의원 (캘리포니아 제39선거구) | 112대 | 민주당 | 63.27% | 81,590표  | 1위  | 캘리포니아주 하원의원 당선 |
| 2012년 선거 | 하원의원 (캘리포니아 제38선거구) | 113대 | 민주당 | 67.55% | 145,280표 | 1위  | 캘리포니아주 하원의원 당선 |
| 2014년 선거 | 하원의원 (캘리포니아 제38선거구) | 114대 | 민주당 | 59.09% | 58,192표  | 1위  | 캘리포니아주 하원의원 당선 |
| 2016년 선거 | 하원의원 (캘리포니아 제38선거구) | 115대 | 민주당 | 70.48% | 163,590표 | 1위  | 캘리포니아주 하원의원 당선 |
| 2018년 선거 | 하원의원 (캘리포니아 제38선거구) | 116대 | 민주당 | 68.85% | 139,188표 | 1위  | 캘리포니아주 하원의원 당선 |
| 2020년 선거 | 하원의원 (캘리포니아 제38선거구) | 117대 | 민주당 | 74.34% | 190,467표 | 1위  | 캘리포니아주 하원의원 당선 |
| 2022년 선거 | 하원의원 (캘리포니아 제38선거구) | 118대 | 민주당 | 58.09% | 101,260표 | 1위  | 캘리포니아주 하원의원 당선 |
| 2024년 선거 | 하원의원 (캘리포니아 제38선거구) | 119대 | 민주당 | 59.84% | 165,110표 | 1위  | 캘리포니아주 하원의원 당선 |

## 참고 자료
- 위키미디어 공용에 린다 산체스 관련 미디어 분류가 있습니다.
- 미국 의원 인물 소개
- 린다 산체스 - X
- 린다 산체스 - 페이스북